# Lotrščak-torony
A Lotrščak-torony (horvátul: Kula Lotrščak) Zágráb egyik legrégibb műemléke, a város egykori védelmi rendszerének része.

## Története
IV. Béla 1242-ben a tatárjárás után hálából a tatárok ellen nyújtott menedékért a Gradecnek szabad királyi városi rangot adott, ugyanakkor kötelezte a polgárokat, hogy falakkal és tornyokkal vegyék körül városukat. Az erődítményeket húsz évig építették, és 1266-ban fejezték be. Ezután megépült a Lotrščak-torony, amelynek feladata a város déli bejáratának védelme volt. Ez volt az egykori Dverce-kapu, amelyet 1812-ben a déli sétány, a mai Strossmayer sétány kialakítása során lebontottak.
A tornyot egy harangról nevezték el (a latin Campana latrunculorum jelentése tolvajok harangja), amely este, a város kapuinak bezárása előtt szólalt meg. A torony középkori kinézete nem teljesen ismert. Néhány régi ábrázolás alapján úgy tűnik, hogy csak két emelete volt, minden emeleten két ablakkal és sátortetővel. Földszinti bejárata északon volt, kívülről pedig lépcsők vezettek az első emeletre.
A 16. század vége felé a békésebb idők beköszöntével az új rendeltetés (tűzjelzés) megváltoztatta a torony formáját is, de a legjelentősebb változások 1857-ből származnak. Ez volt a középkori épületek romantikus átépítésének a kora, ezért a tornyot két emelettel megemelték, és a tetőre fából sokszögű tűztornyot emeltek. Az emeletek közötti kommunikáció úgy oldódott meg, hogy az északi oldalra csigalépcsőt építettek, melynek egyik fele az épületen belül, a másik fele pedig kívül volt. A torony tört kövekből épült, a falak vastagsága 195 cm. A földszinten széles megmaradt az eredeti keresztboltozat. A negyedik emelet téglából épült, falai pedig lényegesen vékonyabbak.
Érdekesség, hogy a város a torony javítására és karbantartására szánt pénz hiányában bérbe adta azt a polgároknak azzal a kötelezettséggel, hogy tartsák fenn, és ellenséges támadás esetén adják vissza a városnak a védelem céljára. Így a Lotrščak-torony az akkori igényeknek megfelelően működött.
A torony a 17. századtól kezdve kereskedelmi raktárként szolgált, a 19. században pedig egy ideig a földszinten kávézót alakítottak ki, ahova a déli oldalról lehetett bemenni. Később lakhatási célokat is szolgált. A 19. század végén a városvezetés úgy döntött, hogy beszerez egy ágyút, amely minden nap lövéssel jelzi a delet, hogy a város összes templomának harangja egyszerre szólaljon meg. Az ágyú először 1877 szilveszterén szólalt meg. Az első világháború alatt ezt a szokást elfelejtették, és csak 1927-ben szólalt meg újra a negyedik emelet déli ablakából, ahonnan ma is délben is jelez.
Ma Lotrščak-torony a Klovićevi dvori Galéria közintézményének szerves része. A torony földszintjén található egy Art & Gift Shop, amely különféle ajándéktárgyakat, művészeti alkotásokat, könyveket és tárgyakat, valamint egyedi ékszereket kínál. Ha valaki felmászik a torony tetejére, akkor a legszebb a zágrábi panorámában gyönyörködhet.